# Стільпон
Стільпон з Мегари (дав.-гр. Στίλπων ὁ Μεγαρεύs; бл. 360 до н. е. — бл. 280 до н. е.) — старогрецький філософ мегарської школи, сучасник Теофраста, Діодора Крона та Кратета Фіванського.
Твори Стільпона не збереглися, однак відомо, що його цікавили логіка та діалектика, в етиці був близький до кініків і стоїків.
Найвідомішими учнями Стільпона були Філон з Мегари та Менедем з Еретрії, слухав його також Зенон із Кітіона, засновник стоїцизму.
Згідно з Діогеном Лаертським, написав 9 діалогів.